# Molly Malone V
Molly Malone V (née le 28 juillet 2004) est une jument grise appartenant au stud-book Anglo-européen, et concourant en saut d'obstacles avec le cavalier irlandais Bertram Allen. 

## Histoire
Molly Malone V naît le 28 juillet 2004. Elle appartient à Ballywalter Farms. Elle est formée durant son jeune âge par Billy Twomey, qui devient le coach sportif d'un jeune cavalier, Bertram Allen. Elle vit ainsi chez Billy Twomey et Antony Condon jusqu'à ses 7 ans. Allen récupère la jument fin 2012, alors qu'il est âgé de 16 ans et Molly Malone de 8. Ils remportent la médaille d’argent lors des Championnats d’Europe jeunes cavaliers à Vejer la Frontera en 2013. En mai 2014, ils remportent leur premier CSIO5* à Lummen. Cette même année, le couple participe aux Jeux équestres mondiaux de 2014 à Caen, terminant à la 7e place en individuel. Le couple réalise un parcours de chasse très propre, rapide et sans aucune faute,. Molly Malone effectue le trajet jusqu'en Normandie seule dans le camion, Allen n'emmenant pas d'autres chevaux sur cette épreuve.
Le 21 décembre 2014, le couple participe au London International Horse Show : malgré une faute, il fait sensation auprès des spectateurs. Allen et Molly Malone V décrochent la médaille de bronze lors de la finale de la Coupe du monde de saut d'obstacles 2014-2015 à Las Vegas,. Le 28 juin 2015, ils remportent le CSI3* de Geesteren.

## Palmarès
Elle est 165e du classement mondial des chevaux d'obstacle établi par la WBFSH en octobre 2013, puis 11e  en octobre 2014, et 16e en octobre 2015.

### 2016
Juin : vainqueur du championnat de Gaston Glock à Villach Treffen ; vainqueur du prix Massimo à Monaco.

### 2017
Mai : vainqueur de l'épreuve à 1,50 m du CSI5* de Hambourg.

## Description

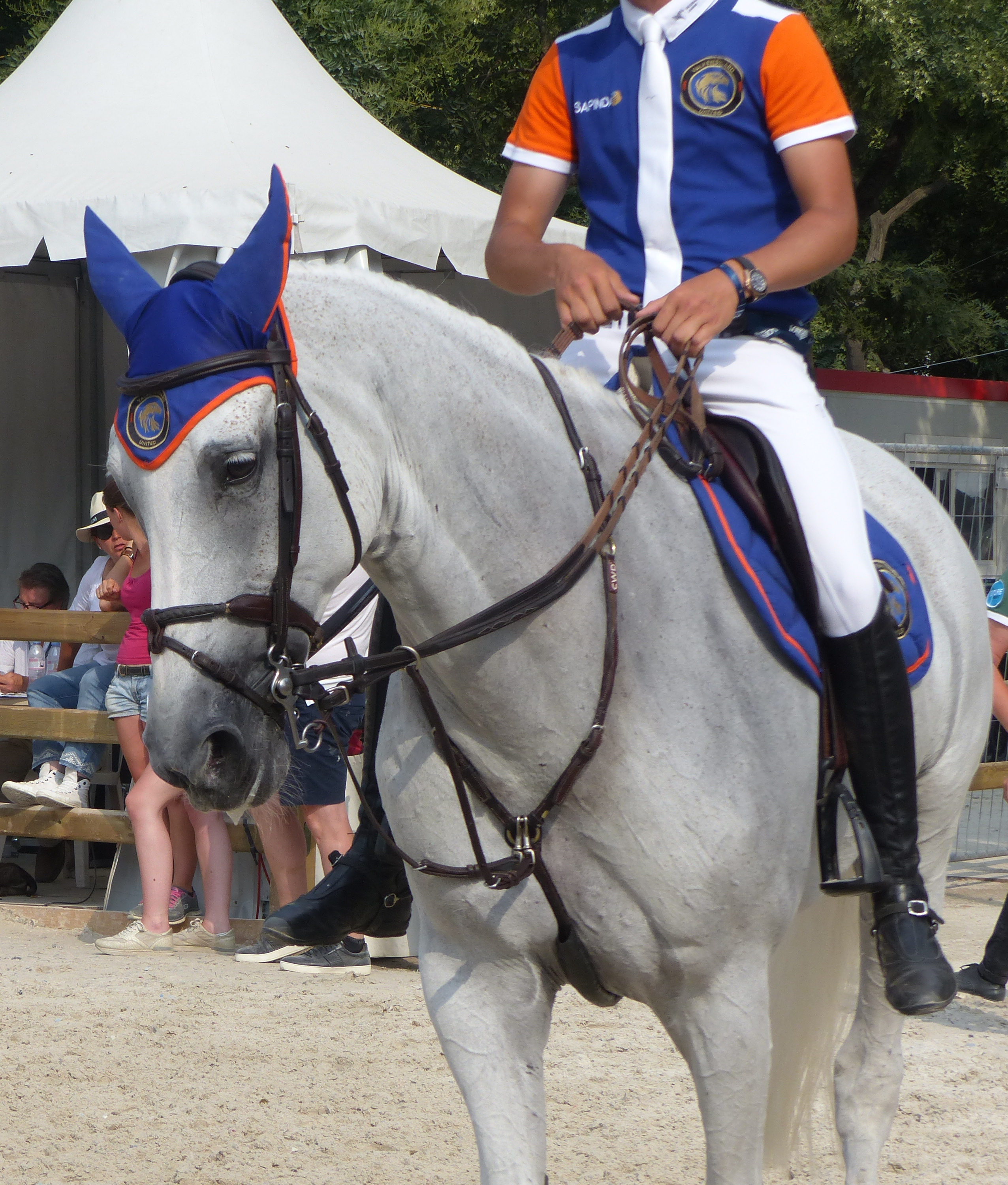
Molly Malone V en détente au Paris Eiffel Jumping 2018.

Molly Malone V est une jument de robe grise, inscrite au stud-book de l'Anglo-européen. Elle dégage une certaine classe.  Son nom est inspiré par une chanson populaire irlandaise.

## Origines
C'est une fille de l'étalon Kannan et de la jument Janini, par Cavalier.

## Descendance
La jument est désormais poulinière pour le haras de Chatenay, dans l'Ain, en France.